# Elymus sibinicus
Elymus sibinicus är en gräsart som beskrevs av Kotukhov. Elymus sibinicus ingår i släktet elmar, och familjen gräs.
Artens utbredningsområde är Kazakstan. Inga underarter finns listade i Catalogue of Life.